# Temple mormon de Lisbonne
Le temple mormon de Lisbonne a été annoncé le 22 octobre 2015. Il est consacré du 17 au 31 août 2019.

## Source
- (en) Cet article est partiellement ou en totalité issu de l’article de Wikipédia en anglais intitulé « Lisbon Portugal Temple » (voir la liste des auteurs).

1. ↑  (en) « Public Invited to Tour Lisbon Portugal Temple », sur newsroom.churchofjesuschrist.org, 4 mars 2019 (consulté le 13 novembre 2023).